# Chantal Conlin
Chantal Conlin ist eine US-amerikanische Schauspielerin.

## Leben
Conlin begann Ende der 1990er Jahre im Kindesalter ihre Schauspielkarriere durch die Darstellung von Episodenrollen in den Fernsehserien Outer Limits – Die unbekannte Dimension und Fionas Website sowie in zwei Episoden in der Rolle der Rebecca in der Fernsehserie Hope Island. Im Folgejahr hatte sie eine Nebenrolle im Film Mission to Mars. 2001 übernahm sie mit der Rolle der Cassie Aisling eine der Hauptrollen im Fernsehzweiteiler Die Unicorn und der Aufstand der Elfen. In den nächsten vier Jahren verteilt folgten insgesamt drei Episodenrollen in den Fernsehserien Life as We Know It, Life as We Know It und Tru Calling – Schicksal reloaded!. Erst zehn Jahre später war Conlin 2015 in Young Drunk Punk wieder als Episodendarstellerin in einer Fernsehserie zu sehen. 2016 hatte sie eine Episodenrolle in der Fernsehserie Wynonna Earp inne.

## Filmografie (Auswahl)
- 1999: Outer Limits – Die unbekannte Dimension (The Outer Limits, Fernsehserie, Episode 5x02)
- 1999: Fionas Website (So Weird, Fernsehserie, Episode 2x08)
- 1999: Hope Island (Fernsehserie, 2 Episoden)
- 2000: Mission to Mars
- 2001: Die Unicorn und der Aufstand der Elfen (Voyage of the Unicorn, Fernsehfilm)
- 2002: Twilight Zone (The Twilight Zone, Fernsehserie, Episode 1x01)
- 2004: Life as We Know It (Fernsehserie, Episode 1x07)
- 2005: Tru Calling – Schicksal reloaded! (Tru Calling, Fernsehserie, Episode 2x06)
- 2015: Young Drunk Punk (Fernsehserie, Episode 1x07)
- 2016: Wynonna Earp (Fernsehserie, Episode 1x04)